# Roger Taylor (batterista 1960)
Roger Taylor, all'anagrafe Roger Andrew Taylor (Birmingham, 26 aprile 1960), è un batterista britannico, membro del gruppo pop/rock inglese Duran Duran.

## Biografia
Roger Taylor iniziò a suonare la batteria all'età di dodici anni da autodidatta, usando come base i suoi dischi preferiti. Gli artisti da cui fu maggiormente influenzato furono Paul Thompson dei Roxy Music, Charlie Watts dei Rolling Stones e Tony Thompson degli Chic. Dopo aver suonato gratis in diversi gruppi a scuola e nei club della sua città, ottenne il suo primo ingaggio nel 1979 quando sì unì ai Duran Duran.
Assieme ai Duran Duran raggiunse l'apice del successo nei primi anni ottanta. Dopo il tour mondiale del 1984, Roger Taylor si sentiva esausto. Nel 1985 fu coinvolto dagli altri Duran Simon Le Bon e Nick Rhodes nel progetto parallelo Arcadia per l'album So Red the Rose ma, dopo la registrazione dell'album, Roger Taylor non partecipò alla sua promozione e la band non fece concerti. Taylor partecipò ancora una volta con i Duran Duran al concerto benefico Live Aid a Filadelfia, ma alla fine del 1985 si ritirò dalle scene per vivere nella campagna inglese assieme alla prima moglie, l'italiana Giovanna Cantone e ai figli James, Ellea e Elliot.
Nel 1994 raggiunse i Duran Duran in Francia per suonare la batteria in un paio di canzoni dell'album Thank You.
Nel 1997, con i figli già cresciuti, Roger Taylor riprese i contatti con l'industria musicale. Formò la band Freebass, che produsse un singolo ma non ottenne un contratto discografico. Il gruppo ebbe vita breve.
Dal 2001 fa parte nuovamente dei Duran Duran.

## Curiosità
Tifoso dell'Aston Villa, da bambino sognava di diventarne il portiere, ma dovette rinunciare alla sua ambizione perché troppo basso di statura.
Condivide lo stesso nome con Roger Taylor dei Queen, anch'egli batterista.

## Equipaggiamento
Batterie Tama
Starclassic Maple
1. 18" X 22" Cassa
2. 6.5" X 14" Rullante (ottone)
3. 8" X 10" Tom
4. 9" X 12" Tom
5. 10" X 13" Tom
6. 16" X 16" Timpano

Piatti Zildjian
1. 14" K Mastersound Hi-hat
2. 12" K Splash
3. 14" FX Oriental China Trash
4. 17" K Dark Crash Medium Thin
5. 18" K Dark Crash Medium Thin
6. 20" K Heavy Ride
7. 20" FX Oriental China Trash

Hardware Tama
1. Iron Cobra Power Glide Single Pedal
2. Iron Cobra Lever Glide Hi-Hat Stand
3. 1st Chair Ergo-Rider Drum Throne

Altro
- Bacchette Pro-Mark.
- Pelli Aquarian.

## Discografia parziale

### Album in studio
- 1981 – Duran Duran
- 1982 – Rio
- 1983 – Seven and the Ragged Tiger
- 2004 – Astronaut
- 2007 – Red Carpet Massacre
- 2011 – All You Need Is Now
- 2015 – Paper Gods
- 2021 – Future Past

### Album demo: Duran Duran & Andy Wickett
- 1979 part 1 (See Me, Repeat Me – Reincarnation – Girls on Film – Working the Steel)
- 1979 part 2 (Dreaming of Your Cars - Love Story - X-Disco – To The Shore)

### Discografia con gli Arcadia
- 1985 – So Red the Rose

### Discografia con i Power Station
- 1985 – The Power Station (collaborazione)

### Discografia solista
- Freebass – Love Is Like Oxygen (1997) - singolo